# Madinat Sultan
Madinat Sultan és el modern nom de l'antiga Surt o Sirte, a uns 55 km a l'est de la moderna ciutat de Sirte.
Fou inicialment una factoria fenícia i púnica anomenada Charax. Sota els romans va agafar el nom d'Iscina i s'hi va establir una colònia jueva. La ciutat fou destruïda en alguna revolta amaziga contra els romans d'Orient, sense que es pugui precisar quan. No s'esmentada durant la primera part de la conquesta àrab del nord d'Àfrica però després es diu que s'hi van establir tribus amazigues (Mindasa, Mahanha i Fantas) del gran grup Butr. A l'est es van instal·lar els amazigues Mazata i Lawata, i entre Tawargha i Trípoli es van establir els Hawwara i els seus rivals els Baranis. Totes aquestes tribus haurien adoptat les creences kharigites ibadites a la meitat del segle viii, i les comunitats amazigues no foren per tant mai sota dependència efectiva del califat abbàssida.
Ibn Hàwqal va passar per Surt el 947 i la va descriure: diu que estava a la vora de la mar i construïda sobre terre arenós però dur; tenia muralles de terra i maons; les tribus amazigues cultivaven la terra, i tenien cisternes per conservar l'aigua de pluja; recollien dàtils, raïms i altres fruites i criaven cabres i camells; llavors diu que la vila era més pròspera que la veina Adjalabiya, i pagava tribut al califa fatimita; no s'esmenten ni mesquites ni fortaleses, però hi devien ser. Després del trasllat dels fatimites a Egipte (posterior al 969) la zona costanera dels Sirtes va esdevenir camp de batalla entre fatimites i zírides, abans vassalls i ara enemics del califat egipci. Els Banu Khazrun van dominar la regió per un temps (vegeu emirat maghrawa de Trípoli 1001-1160) i van fer aliança amb els fatimites. Els fatimites van enviar al Magreb a tribus àrabs nòmades com a càstig contra els zírides i al mateix temps per eliminar un problema a casa seva; el 1037 s'esmenta l'establiment dels àrabs Zughba a la zona de Sirte i més tard els Banu Riyah i els Banu Kurra, tots subgrups dels hilàlides; aquest establiment va culminar amb la gran invasió hilàlida del 1051. Al-Bakrí (+ 1083) descriu Sirte com una ciutat a la vora de la mar, amb muralla de maons, mesquita, bany i basars; diu que tenia tres portes i cap raval però hi havia alguns jardins i fonts a la rodalia; diu que les cabres aportaven una carn tendre com no es trobava a altre lloc i diu que hi havia mercaders perses, àrabs, amazics i coptes.
El seu aïllament de les rutes comercials al final del califat fatimita va provocar la seva decadència. Al segle xii la decadència fou percebuda per al-Idrissí a Adjalabiya i al segle xiii al-Maghribí parla encara dels forts de Surt. Ja no torna a ser esmentada (una menció d'un escriptor otomà del segle xix està feta sobre un escrit d'al-Bakrí).
Al segle xix l'arqueologia occidental la va donar a conèixer de nou. El 1821 els germans Beachey; Heinrich Barth el 1841; Karl Müller el 1846; Freund el 1881; Luigi Cerrata el 1931; Richard Goodchild el 1950; i campanyes posteriors d'equips libis i europeus/americans (1963-1964, 1965-966, 1971, 1978). S'han posat a la llum les muralles que rodejaven una ciutat de 184.000 metres quadrats; també la mesquita, els forts, les cisternes, els carrers i les portes. No hi ha rastre de port però si s'han trobat algunes peces que proven els intercanvis comercials.